# Jerome Namias
Jerome Namias est un météorologue américain qui s'est concentré sur la prévision météorologique à long terme et la climatologie. Il a travaillé au Bureau météorologique national des États-Unis et à l'Institut d'océanographie Scripps. Il a été parmi les premiers à se rendre compte que les interactions air-mer à l'échelle planétaire influencent fortement la variabilité climatique bien au-delà de l'horizon temporel des prévisions météorologiques ordinaires. Il a par exemple fait des recherches sur les influences mondiales du phénomène El Niño.

## Biographie
Jerome Namias est né à Bridgeport (Connecticut) le 10 mars 1910, deuxième fils de Joseph Namias, optométriste, et de Sadie Jacobs Namias. Il a grandi à Fall River (Massachusetts). Après avoir obtenu son diplôme d'études secondaires, Namias s'est vu offrir une bourse de quatre ans à l'Université Wesleyenne du Connecticut mais à cause d'une tuberculose et de la Grande Dépression, il a décidé de rester à la maison et de trouver un emploi pour aider sa famille tout en prenant des cours par correspondance. Il a suivi des cours par correspondance, ce qui lui a permis d'obtenir un emploi dans des domaines liés à la météorologie.
Il étudie ensuite pendant un an à l'Université du Michigan, puis rejoint le Massachusetts Institute of Technology (MIT) en tant qu'assistant de recherche en 1936 grâce à un article sur les inversions atmosphériques qu'il a publié pendant qu'il était encore à Fall River et qui impressionna Carl-Gustaf Rossby. Dans les années 1930, il étudie le phénomène du Dust Bowl. En 1941, il obtient sa maîtrise ès sciences du MIT. Namias s'est fait aussi remarqué par ses analyses isentropiques qui lui ont valu le premier prix Meisinger de l'American Meteorological Society en 1938.
De 1941 à 1971, il fut chef de la division des prévisions étendues du US Weather Bureau (aujourd'hui National Weather Service). Dans les années 1940, il a développé les prévisions sur 5 jours, bien avant le développement des ordinateurs, y a joutant les prévisions mensuelles et saisonnières dans les années 1960. De plus, il était responsable des prévisions pour les Alliés pendant la Seconde Guerre mondiale en Afrique du Nord.
Namias a contribué au développement du système de prévision météorologique des vols passagers et a étudié l'interaction entre les océans et l'atmosphère. Il a participé à la recherche sur le phénomène El Niño dans l'océan Pacifique et sur sa pertinence pour le climat mondial.
En 1971, il a rejoint l'Institut d'océanographie Scripps et crée le premier centre de recherche expérimentale sur le climat. Son pronostic de temps chaud pendant l’embargo pétrolier de 1973 a grandement facilité la réponse politique intérieure.
Jerome Namias, est décédé le 10 février 1997 à l'hôpital de convalescence Scripps Torrey Pines de San Diego à l'âge de 86 ans d'une pneumonie selon l'Institut Scripps. Il vivait à l'hôpital depuis qu'il avait subi un accident vasculaire cérébral en 1989.

## Reconnaissance
Namias a publié comme auteur out co-auteur plus de 200 articles et plusieurs livres, dont « An Introduction to the Study of Air Mass and Isentropic Analysis » (1936), « Extended Forecasting by Mean Circulation Methods » (1947) et « Thirty-Day Forecasting » (1953).
Il a été élu à l'Académie nationale des sciences et a été membre de l'Académie américaine des arts et des sciences. Il a reçu de nombreux prix, dont le prix Meisinger de l'American Meteorological Society, le Rockefeller Public Service Award et la médaille d'or du ministère du Commerce pour ses réalisations distinguées.